# Spangenhelm

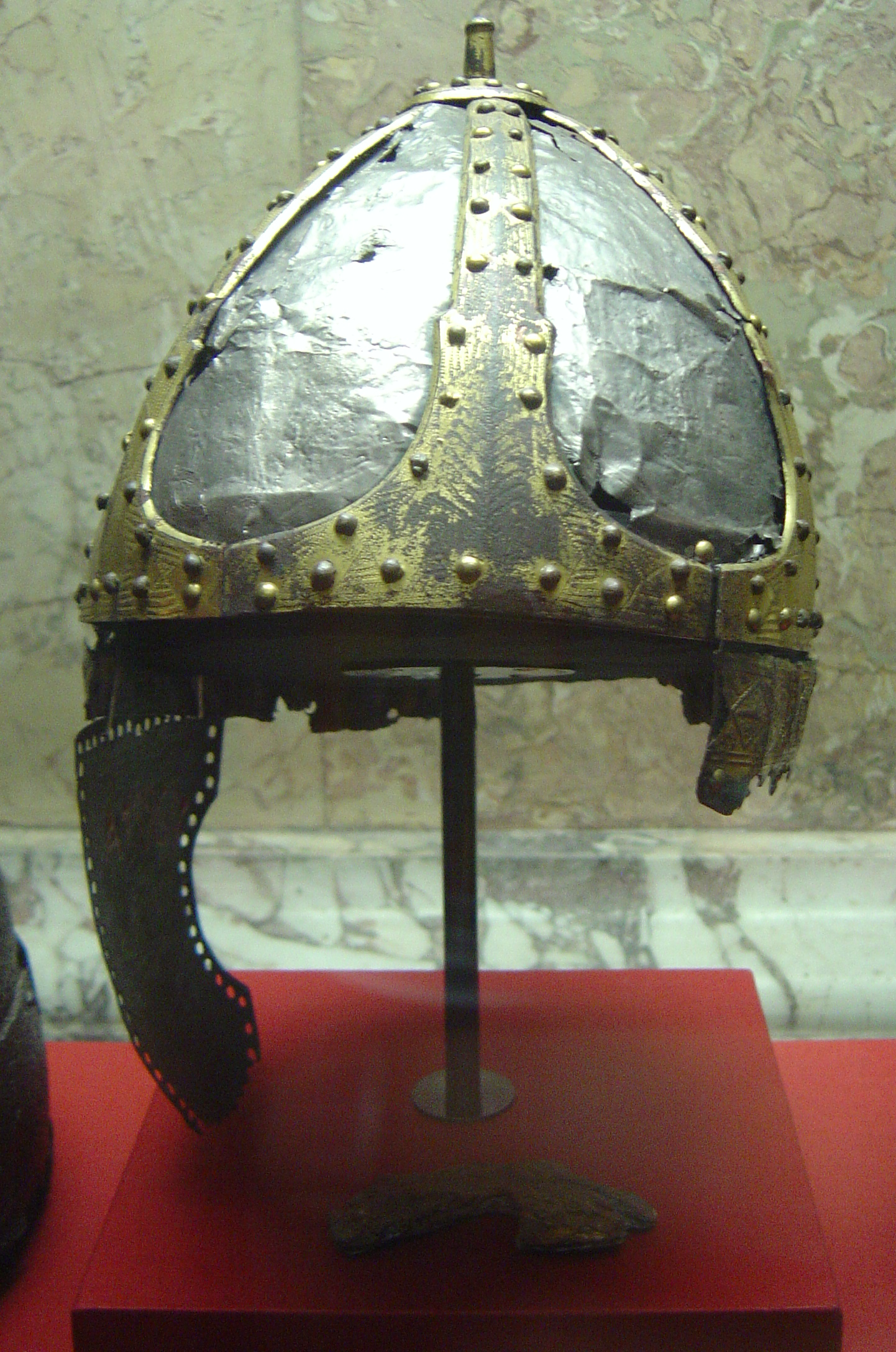
Spangenhelm del (Kunsthistorisches Museum, Viena).

Spangenhelm se refiere al término germánico para un tipo de casco de combate muy popular y extendido en la Alta Edad Media. Spangen hace referencia a las tiras de metal que moldean la estructura para el casco. Las tiras conectan tres a seis placas de acero o bronce. El marco toma un diseño cónico que se curva con la forma de la cabeza. El frontal del casco podría tener añadido un protector para la nariz. Los spangenhelms más antiguos presentan unas solapas para proteger las mejillas, hechas de metal o cuero. Los spangenhelms pueden disponer igualmente de una correa para proteger el cuello. Algunos modelos tienen una protección del ojo en una forma que se parece a la de marcos de monóculo modernos. Otros incluyen una careta completa con los correspondientes huecos para los ojos.
El spangenhelm se originó en Asia Central, siendo de tipo sármata. Llegó a Europa a través de lo que ahora es Rusia del sur y Ucrania. Antes del siglo VI era el diseño de casco más común en Europa y de uso popular en todo el Medio Oriente. Siguió empleándose por lo menos hasta el siglo IX. Fue un elemento común de los ejércitos hunos y ostrogodos.
El spangenhelm era una defensa relativamente fácil de elaborar. La debilidad del diseño era su parcial protección de la cabeza y su construcción articulada. Fue reemplazado por el casque.